# Моє розчарування в Росії
Моє розчарування в Росії  (англ. My Disillusionment in Russia) — книга Емми Голдман, що вийшла 1923 року у видавництві Doubleday, Page & Co. Книга була основана на набагато більшому рукописі під назвою «Мої два роки в Росії», про пригоди очевидиці подій в Росії з 1920 по 1921 роки, що відбулися після російської революції 1917 року і які завершилися Кронштадтським повстанням. Давно стурбована подіями у більшовиків, Голдман описала повстання як «остаточну краплю. Я [Голдман] бачила перед собою Більшовицьку державу, грізну, що трощила всі конструктивні революційні сили, придушувала, принижувала і розкладала все».
Тільки отримавши перші друковані примірники книги Голдман дізналася, що видавець змінив назву, а останні дванадцять глав були повністю відсутні, в тому числі післямова, які Голдман вважала найважливішою частиною книги. Книга була сильною і пристрасною лівою критикою більшовицької революції, а також Володимира Леніна й НЕПу — «всепроникаючою централізованою державою з державним капіталізмом, як її економічним вираженням». Повна книга також має важливе значення в марксистській теорії, яку Голдман описує як «холодну, механістичну, кабальну формулу».
Після довгих перемовин із видавцями, відсутні частини оригінального рукопису були опубліковані в другому (американському) виданні Моє подальше розчарування у Росії (My Further Disillusionment in Russia, також названа видавцем) у 1924 році. У передмові до другого «тому» американського видання, Голдман іронічно відзначає, що тільки двох рецензентів зачепила незавершеність оригінальної американської версії, один з яких був не постійним критиком, а бібліотекарем. Повна версія рукопису вийшла в Англії з передмовою Ребекки Вест, теж під назвою Моє розчарування в Росії (London: C. W. Daniel Company, 1925).